# Zdravka
Zdravka je ženské křestní jméno slovanského původu. Jméno je odvozeno z jihoslovanského slova „zdravý“. Jej latinské překlady jsou Valerie či Valentina. Jmeniny může slavit buď 14. února či 18. dubna.

## Zahraniční varianty
- Здравко – srbsky, bulharsky, makedonsky

## Známí nositelé
- Zdravka Aljinović, ekonomka
- Zdravka Ambric, mezzosopranistka
- Zdravka Andrijašević, herečka a moderátorka v rádiu
- Zdravka Evtimova, bulharská scenáristka
- Zdravka Eremić Heitzler, lekařka medicíny
- Zdravka Jordanova, bulharská veslařka
- Zdravka Matišić, lingvistka hinduistického jazyka
- Zdravka Medarova, radioložka a genetička na Harvardské lekařské škole
- Zdravka Rakuljić, onkoložka
- Zdravka Šťastná
- Zdravka Torbica, lekařka
- Zdravka Veleva, embryoložka a reproduktivní bioložka
- Zdravka Vucković, stomatoložka
- Zdravka Valerianova, vědec výzkumu rakoviny a onkoložka
- Zdravka Vasileva, výtvarnice
- Zdravka Velkova, lekařka analytické chemie, elektrochemie a biochemie
- Zdravka Zafirova, anestezioložka